# デイヴィッド・パンター
デイヴィッド・パンター（David Punter、1949年11月19日 - ）は、ロンドンのハーロウに生まれた、ブリストル大学の英語学教授。数多くの批評研究の著者であり、ゴシック文化の専門家として国際的に知られている。

## 経歴
パンターの研究活動は、イースト・アングリア大学の上級講師 (senior lecturer) として始まった。次いで1986年には、香港中文大学の英語教授、学科長に転じた。1989年には、スコットランドのスターリング大学の学科長となった。2000年にはブリストル大学に移り、大学院長と芸術学部の研究主幹を務めている。
パンターは。24冊の批評研究書、4冊の詩集、数百本もの論文や記事を発表している。最も重要な関心はゴシック小説と、より幅広いゴシック文化に寄せられている。また、18世紀以降、現代に至る時期の散文と詩文についての書籍も刊行しており、さらに文学理論、脱構築、精神分析学、通説に対抗する理論 (anti-canon theory) についても書籍を出している。
ブリストル大学では、演説者 (Orator) として名誉学位が贈られる際のユーロジー（頌徳演説）を担当し、マイケル・イーヴス、ジュリア・ドナルドソン、テリー・プラチェットに賛辞を贈った。

## 研究業績
パンターは、BA、MA、PhD を、いずれもケンブリッジ大学のフィッツウィリアム・カレッジで得た。その後、さらに出版の実績に対してスターリング大学から DLitt を贈られた。彼は、英語協会のフェロー (FEA) であり、現代スコットランド研究院 (the Institute for Contemporary Scotland) のフェロー (FCS) でもあり、さらに、スコットランド考古協会のフェロー (FSAScot)、ロイヤル・ソサエティ・オブ・アーツのフェロー (FRSA) でもある。
現在、パンターは、ブリストル大学を代表して、コインブラ・グループの文化・芸術・人文タスクフォースに参加している。ブリストル大学では、ブリストル人文・芸術研究院 (the Bristol Institute for Research in the Humanities and Arts.) の創設に取り組んでいる。パンターは、国際ゴシック協会 (International Gothic Association) の役員会の座長であり、その学術誌である『Gothic Studies』の編集委員も務めている。

## おもな著書

### 研究書
- The Literature of Terror: A History of Gothic Fictions from 1765 to the Present Day, 1980; republished in two volumes 1996, Longman, Vol. 1: The Gothic Tradition, ISBN 0-582-23714-9 Vol. 2: The Modern Gothic, ISBN 0-582-29055-4
  - Vol. 1 の日本語訳：（石月正伸、古宮照雄、鈴木孝、髙島真理子、谷岡朗、安田比呂志 訳）恐怖の文学 その社会的・心理的考察 1765年から1872年までの英米ゴシック文学の歴史、松柏社、2016年[7]
- Romanticism and Ideology: Studies in English Writing 1765-1830 (with David Aers and Jonathan Cook), 1981, Routledge & Kegan Paul, ISBN 0-7100-0781-7
- Blake, Hegel and Dialectic, 1982, Amsterdam, Rodopi, ISBN 90-6203-694-5
- The Hidden Script: Writing and the Unconscious, 1985, Routledge & Kegan Paul,  ISBN 0-7100-9951-7
- Introduction to Contemporary Cultural Studies (ed.),  1986, Longman, ISBN 0-582-49366-8
- William Blake: Selected Poetry and Prose,  ed., 1988, Routledge,  ISBN 978-0-415-00666-8
- The Romantic Unconscious: A Study in Narcissism and Patriarchy, 1989, New York University Press, ISBN 0-8147-6612-9
- Selected Poems of Philip Larkin: Notes, 1991, Longman, ISBN 0-582-06564-X
- William Blake: New Casebook, ed., 1996, Macmillan,  ISBN 0-312-16032-1
- Gothic Pathologies: The Text, the Body and the Law, 1998, Longman, ISBN 0-312-21260-7
- Spectral Readings: Towards a Gothic Geography, ed., with Glennis Byron, 1999, Palgrave Macmillan, ISBN 0-312-22223-8
- A Companion to the Gothic, ed., 2000. Blackwell, ISBN 0-631-23199-4
- Writing the Passions, 2000, Longman, ISBN 0-582-30459-8
- Postcolonial Imaginings: Fictions of a New World Order, 2000, Edinburgh University Press, ISBN 81-269-0554-9
- 'The Whitsun Weddings' and Selected Poems, Philip Larkin, 2003, Pearson Education, ISBN 0-582-77229-X
- William Blake's 'Songs of Innocence and of Experience', 2003, Longman, ISBN 0-582-78433-6
- The Gothic (with Glennis Byron), 2004, John Wiley & Sons, ISBN 978-0-631-22063-3
- The Influence of Postmodernism on Contemporary Writing: An Interdisciplinary Study (otherwise known as Writing in the Twenty-First Century), 2005, Blackwell, ISBN 0-631-20313-3
- Metaphor, 2007, Routledge, ISBN 978-0-415-28166-9)
- The Midnight Bell by Francis Lathom, ed., 2007, Valancourt Books, ISBN 978-1-934555-12-5
- Modernity, 2007, Palgrave Macmillan, ISBN 978-0-333-91456-4

### 詩集
- China and Glass, 1985
- Lost in the Supermarket, 1987
- Asleep at the Wheel, 1996, Amani, ISBN 0-9529143-0-1
- Selected Short Stories, 1999. Hub Editions, ISBN 1-870653-78-5

### 創作
- "Carving," Exotic Gothic 4, 2012, ed. Danel Olson, PS Publishing, ISBN 978-1-84863-300-1